# Castellu d'Araghju
Le Castellu d’Araghju est un site préhistorique de la culture torréenne situé à San-Gavino-di-Carbini, en Corse-du-Sud.

## Description
Le « castellu » est l'un des plus imposants et des mieux conservés de Corse. Il a été fouillé à partir de 1967 par Roger Grosjean. Il a été édifié sur un promontoire rocheux à 245 m d'altitude dominant le golfe de Porto-Vecchio.
Il est constitué d'une large enceinte de 4 m de hauteur en moyenne, sur 2 m d'épaisseur, percée au nord et à l'est de deux entrées surmontées d'un linteau. L'entrée nord a été condamnée. La porte orientale est encadrée par deux bastions. Elle est prolongée par un couloir étroit d'environ 10 m de long débouchant sur une petite pièce et comportant à mi-parcours, côté nord, un petit espace qui pourrait correspondre à une guérite. Un chemin de ronde permet de faire le tour du rempart. La cour intérieure s'étend sur près de 450 m2. Des espaces habitables sont inclus dans le corps de la muraille côté est. La « torra » est située dans l'angle sud-ouest de la cour ; elle est très arasée. Elle comporte une rampe hélicoïdale permettant d'accéder au niveau supérieur.

## Vestiges archéologiques
Le mobilier archéologique découvert comprend essentiellement des tessons de poterie et un outillage en pierre. Une grande meule à grains est encore visible sur place.

## Chronologie
Le site a été occupé de façon continue depuis sa construction à l'âge du bronze jusqu'au début de l'âge du fer. La torra correspond probablement à la partie la plus ancienne du castellu qui a connu plusieurs réaménagements.

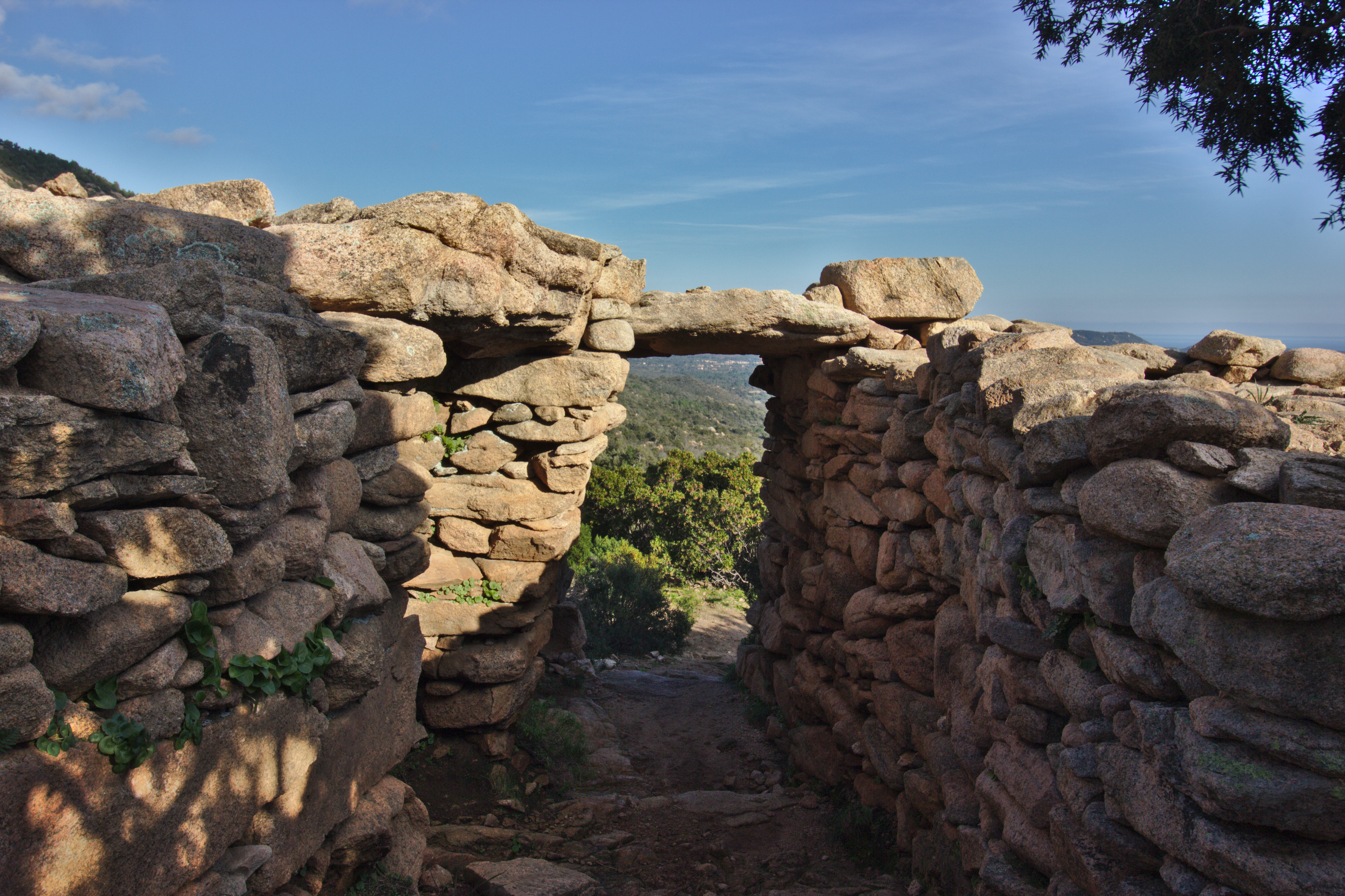
Entrée orientale.
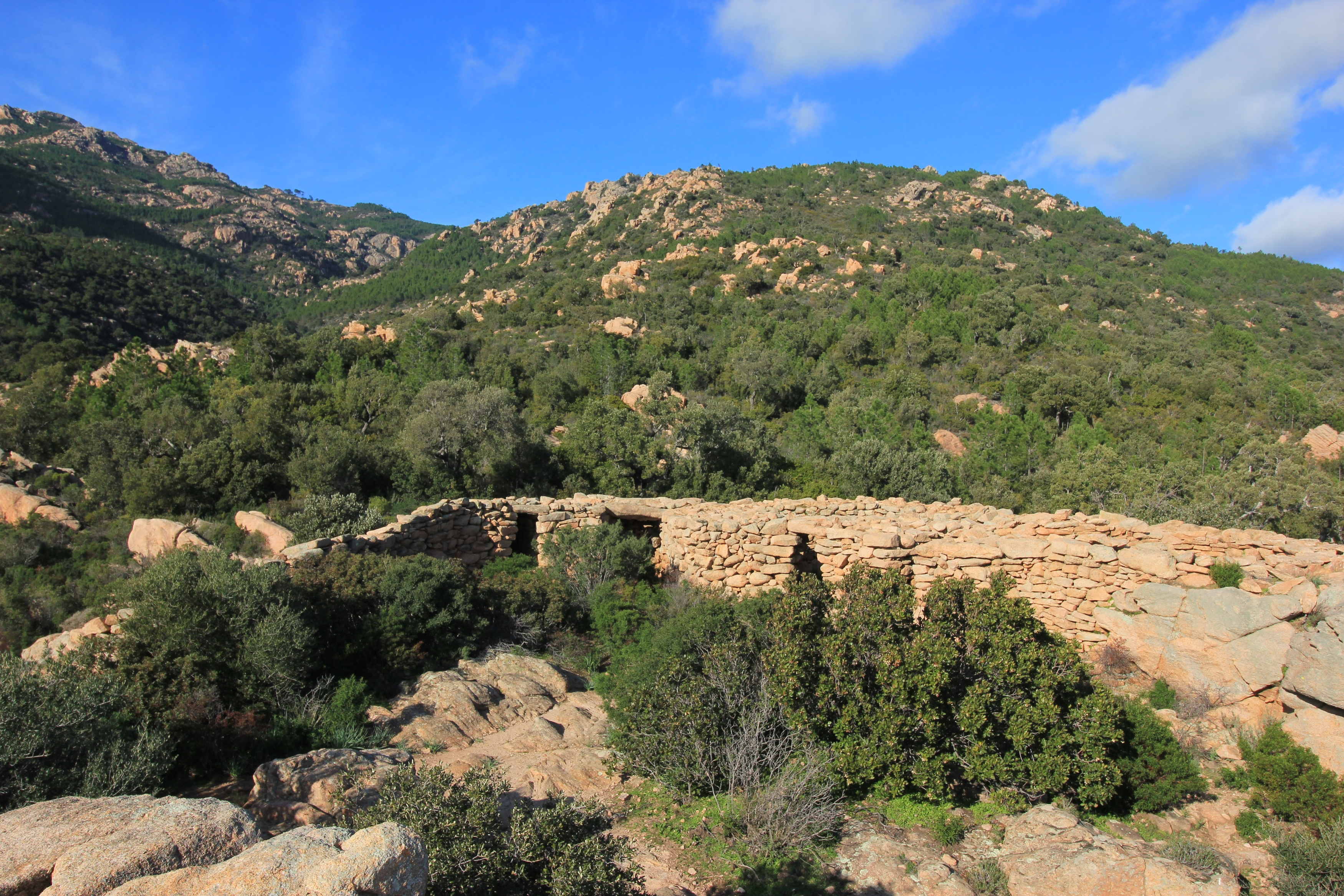
Cour intérieure.

## Protection
Le site a été classé monument historique par arrêté du 2 décembre 1974.

Plusieurs autres castelli (Muratu, Torre, Valle), correspondant chacun à un territoire, sont visibles dans les environs.